# Love is... beautiful
「Love is... beautiful」（ラヴ・イズ・ビューティフル）は1999年12月4日に発売された崎谷健次郎の通算21枚目のマキシシングル。
「secret garden」（シークレット・ガーデン）、「You'll miss me」（ユール・ミス・ミー）をカップリング曲に収録している。

## 解説
- プロデュースおよび全曲の全楽器演奏、ボーカル、コーラスは、崎谷健次郎。
- 全曲のレコーディング・エンジニア、ミキシングは、北城浩志。
- 3曲収録されたシングルとしては、「もう一度夜を止めて」（ポニーキャニオン「シングル３」シリーズ）以来、通算2枚目。マキシシングルとしては、初めてである。
- 制作・発売元はMOONLIGHTING RECORDS、販売元はリリース当初はダイキサウンド、再発時はプライムアトラスであった。
- CDジャケットは、崎谷の右横顔をズームアップしたモノトーンのもの[2]。アート・デザインは、山口博道である。
- スーパーバイザーは、村健次。

1. Love is... beautiful
  - 舞台演劇『フレンズ』（PARCO、主演:斉藤由貴、七瀬なつみ）テーマソング。
  - 崎谷が33歳での制作作品。独立してオリジナルレコードレーベルを起ち上げてから最初の曲で、「バラードとノスタルジックなテイストの中間の曲」[3]。
  - 8th.アルバム『SOUL ARCHEOLOGY』にはremixバージョンが収録され、ピアノの音が差し替えられている[3]。
  - 2nd.インストゥルメンタルアルバム『KENJIRO SAKIYA HAND MADE MUSIC BOX "BRIDAL EDITION" 』にはオルゴールバージョンが収録されている。
  - 2nd.ベストアルバム『KENJIRO SAKIYA COMPLETE BEST Love Ballads』にも採録されている。
  - 24th.シングル「いつまでも〜Life In The Universe〜」には、「Love is beautiful（new rec ver.）」として新録されている。
  - 2005年7月22日、松田悟志が2nd.アルバム『on』にて、カヴァー収録している。
2. secret garden
  - 1997年に崎谷が居住していた付近の多摩川畔で着想を得た曲で、当時熱中していたアコースティック・ギターで作曲した作品[4]。崎谷自身による初のギター演奏が収録されている。
  - 8th.アルバム『SOUL ARCHEOLOGY』にはリマスタリング収録されている。
  - 2nd.インストゥルメンタルアルバム『KENJIRO SAKIYA HAND MADE MUSIC BOX "BRIDAL EDITION" 』にはオルゴールバージョンが収録されている。
  - エレクトリック・ギターは、渡辺格。
3. You'll miss me
  - 1997年にギターでの制作作品[4]。「恋愛をするとやたら電話をかけるようになる、･･･ささいなやり取りをポップな音に乗せ」た曲[5]。
  - 8th.アルバム『SOUL ARCHEOLOGY』にはリマスタリング収録されている。
  - 2nd.インストゥルメンタルアルバム『KENJIRO SAKIYA HAND MADE MUSIC BOX "BRIDAL EDITION" 』にはオルゴールバージョンが収録されている。

## 収録曲
1. Love is... beautiful
作詞 / 作曲 / 編曲：崎谷健次郎
2. secret garden
作詞 / 作曲 / 編曲：崎谷健次郎
3. You'll miss me
作詞 / 作曲 / 編曲：崎谷健次郎
4. Love is... beautiful(piano version)
作曲 / 編曲：崎谷健次郎
5. secret garden(instrumental)
作曲 / 編曲：崎谷健次郎